# Nocturne (label)
Pour les articles homonymes, voir Nocturne.
Nocturne était un label discographique français.
Ce label indépendant a disparu au début l'année 2009.